# Маја Пантић
Маја Пантић (13. април 1970) је професорка афективног и бихевиоралног рачунарства на Империјал колеџу у Лондону и руководилац научног истраживања вештачке интелигенције у Фејсбуку у Лондону. Раније је била професорка афективног и бихевиоралног рачунарства на Универзитету Твенте  и директорка истраживања  у Samsung лабораторији за вештачку интелигенцију у Кембриџу. Она је стручњак за машинско разумевање људског понашања, укључујући детекцију и праћење људских понашања засновано на виду, попут израза лица и гестова тела, и мултимодалну анализу људског понашања попут смеха, друштвених сигнала и афективних стања. 

## Образовање
Пантић је рођена у Београду. Студирала је математику на Универзитету у Београду, а затим се 1992. преселила у Холандију да би студирала информатику. Дипломирала је на Универзитету у Делфту 1995., а затим је магистрирала вештачку интелигенцију 1997. Пантић је докторирала на Технолошком универзитету у Делфту 2001., под називом „Анализа израза лица техникама рачунарске интелигенције“. Била је ванредни професор у Делфту између 2001. и 2005., где је била једна од само две жене међу 300 професора електротехнике и инжењерства. 2002. добила је млађу стипендију Холандског истраживачког савета (NWO Veni) и проглашена је једном од 7 најбољих младих истраживача у Холандији. 2005. придружила се Такео Канадеовој лабораторији за лица на Универзитету Карнеги Мелон као гостујући ванредни професор.

## Истраживање
Пантић је стручњак за машинску анализу људског невербалног понашања. 2006. придружила се Катедри за рачунарство Империјал колеџа у Лондону . Објавила је рад под називом „Вештачка интелигенција за људско рачунарство“ са Хуангом, Пентландом и Најхолтом 2007. 2008. добила је почетни грант Европског истраживачког савета за своје истраживање о машинској анализи људског натуралистичког понашања (MAHNOB) . У време када је MAHNOB тим почео са радом, алати за анализу људског понашања могли су да обраде само преувеличане изразе лица. Именована је за професорку на Империјал колеџу 2010.
Она је шеф групе за разумевање интелигентног понашања (iBug) на Империјал колеџу у Лондону . 2012. представила је на раду „Рачунарство усмерено на човека“ на конференцији „T100: Сто година од рођења Алана Тјуринга“ у Краљевском друштву у Единбургу. Занима је употреба вештачке интелигенције и машинског учења:
- Помоћ у самосталном животу за старије особе: Пантић је 2017. допринела телевизијској емисији Канале 4 „Дом за старе од 4 године“ [16][17]
- Здравство [18]
- Аутизам [19]
- Аутомобили без возача: Пантић је 2017. допринла јавној дискусији о фаталној несрећи Тесле [20]

Пантић је објавила више од 150 техничких радова у областима машинске анализе израза лица, машинске анализе гестова људског тела, аудио-визуелне анализе емоција и друштвених сигнала и људско-центричне HCI. Она има више од 7300 цитата за свој рад, а била је главни говорник, председница и копредседница, као и члан организационог/програмског одбора на бројним конференцијама у областима стручности.
Пантић је 2020. постављена за руководиоца научних истраживања вештачке интелигенције у Фејсбук Лондон.

## Признање и ангажовање јавности
Пантић је 2011. добила награду Роџер Нидам од стране BCS-а. Пантић је 2012. именована за члана Института инжењера електротехнике и електронике (IEEE) за допринос разумевању аутоматског људског понашања и афективном рачунарству. 2016. именована је за члана Међународног удружења за препознавање образаца (IAPR). Она је главна уредница часописа Image and Vision Computing Journal (IVCJ). Она је научни саветник за Real Eyes. Она је члан Саветодавног одбора за стратегију и науку глобалне компаније за истраживање тржишта IPSOS. Пантић је 2019. изабрана за члана Краљевске инжењерске академије.
Пантић редовно говори о свом истраживању у часопису National Media. Она је заговорница жена у технологији. 2016. појавила се у емисији 60 минута на CBS-у, говорећи о вештачкој интелигенцији и мерењу емоција. Те године, часопис „Nature“ ју је изабрао да представи „Машине које могу да читају људске емоције“ на Светском економском форуму у Давосу. 2017. учествовала је у догађају Гардијана уживо под називом „Мождани таласи, како ће вештачка интелигенција променити свет“. 2018. изразила је забринутост због одлива мозгова стручњака за вештачку интелигенцију из академске заједнице у приватни сектор. Међутим, од тада је сама преузела водећу улогу у вођењу Samsung-ове лабораторије за вештачку интелигенцију у Кембриџу и убеђивању других академика да јој се придруже.
Она је рекла да замишља како вештачка интелигенција додатно побољшава људске способности - омогућавајући да рачунари помажу у виду, слуху, па чак и комуникацији. 
Пантић је 2019. изабрана за члана Краљевске инжењерске академије (FREng).